# Pierre Léonard Vander Linden
Pierre Léonard Vander Linden era un entomòleg belga, nascut el 12 desembre de 1797 i va morir el 5 abril 1831.
Gràcies a una subvenció (1817), va poder estudiar a Itàlia entre d'altres amb el botànic Antonio Bertoloni (1775-1869) i el zoòleg Ranzani Camillo (1775-1841). Va obtenir el seu doctorat a Bolonya el 1821. Aquell any va anar a viure a París.
Van Der Linden torna a Bèlgica el1822 i va obtenir l'any següent un altre doctorat en medicina a la Universitat estatal de Lovaina. Va ser el primer professor de Zoologia de Bèlgica, al Museu de Ciències i Lletres. Va ensenyar ciències naturals a l'Ateneu.
Aquest professor de zoologia s'especialitzà en l'estudi dels himenòpters. En particular, va publicar Observations sur les hymenoptères d'Europe de la famille des fouisseurs, la premera part amb el títol de Scoliètes, sapygites, pompiliens et sphégides el 1827 i la segona sota el de Bembecides, labrates, nyssoniens i crabronites el 1829. Ell és també l'autor de l'Essai sur les insectes de Java et des îles voisines (1829) i Quelques mots sur le choix d'un nouveau souverain pour la Belgique (1830). La seva col·lecció s'ha conservat.